# عصبون كوليني الفعل
العصبونات كولينية الفعل هي الخلايا العصبية التي تستخدم بشكل أساسي الناقل العصبي الأسيتيل كولين (إيه سي إتش) في نقل رسائلها. يُعتبر العديد من الأجهزة العصبية المختلفة كوليني الفعل. توفر العصبونات كولينية الفعل الوارد الأساسي للأسيتيل كولين في القشرة المخية، وتعمل على تعزيز التنشيط القشري خلال مرحلتي اليقظة ونوم حركة العين السريعة على حد سواء. كان جهاز العصبونات كوليني الفعل التركيز الرئيسي لكثير من الأبحاث المتعلقة بالشيخوخة والتحلل العصبي، على وجه الخصوص فيما يتعلق بمرض آلزهايمر. يعد الخلل الوظيفي والخسارة الطارئة على العصبونات كولينية الفعل الموجودة في الدماغ الأمامي القاعدي، بالإضافة إلى امتداداتها القشرية، من أبرز الاحداث المرضية المبكرة ذات الصلة بمرض آلزهايمر.

## الشيخوخة الطبيعية
تُوصف العصبونات كولينية الفعل بأنها شيخوخة غير مصحوبة بخلل وظيفي سلوكي أو معرفي مرتبط بجهاز الدماغ الأمامي القاعدي كوليني الفعل. في حالات الشيخوخة الطبيعية، تحدث تورمات شبيهة بحبات الخرز داخل الألياف كولينية الفعل مع محاور عصبية زائدة الثخانة أو متضخمة، وغالبًا ضمن عناقيد شبيهة بعناقيد العنب. يمكن تحريض تورم الألياف في وضع المختبر من خلال إتلاف جسم الخلية الخاص بالعصبون كوليني الفعل، ما يشير إلى حدوث تنكس بطيء في ألياف أو خلايا العصبونات المصابة ومحاورها العصبية الممتدة.

## الاضطرابات العصبية
ارتبط تنكس العصبونات كولينية الفعل في الدماغ الأمامي القاعدي مع ترقي حالات عجز الذاكرة ذات الصلة بالشيخوخة، ما يؤدي في النهاية إلى تراجع الوظيفة كولينية الفعل. أمكنت ملاحظة الخلل الوظيفي أو الخسارة في العصبونات كولينية الفعل للدماغ الأمامي المتوسط في العديد من حالات الخرف، وخاصة آلزهايمر. تشير النتائج الأخيرة إلى تطور حالات العجز المعرفي المتعلقة بالشيخوخة نتيجة اضطرابات الوظيفة كولينية الفعل عوضًا عن الخسارة في الخلايا كولينية الفعل. يشير هذا بدوره إلى إمكانية عكس حالة التدهور المعرفي، نظرًا إلى تدهور الخلايا ومع عدم موتها.

### مرض آلزهايمر
يمثل آلزهايمر الشكل الأكثر شيوعًا من الخرف، وسادس أكبر سبب للوفيات في الولايات المتحدة. تشهد نسبة الوفيات المرتبطة بمرض آلزهايمر زيادة مستمرة، إذ تزايدت بنسبة 66% بين عامي 2000 و2008. تضم حالات آلزهايمر النموذجية تراجعًا في نشاط إنزيم كولين أستيل ترانسفيراز وأستيل كولين إستراز، بالإضافة إلى انخفاض تحرير الأستيل كولين. قد توفر أبحاث الجهاز كوليني الفعل المفتاح اللازم لعلاج هذا المرض المدمر وعكس تأثيراته.